# Brion James
Brion Howard James (n. 20 februarie 1945, Redlands⁠(d), California, SUA – d. 7 august 1999, Malibu, California, SUA) a fost un actor american. Acesta a jucat rolul lui Leon Kowalski în Vânătorul de recompense și a apărut în filme precum Jocul cu moartea, 48 de ore, Alte 48 de ore., Silverado⁠(d), Tango și Cash⁠(d), Febra roșie, Joc de culise⁠(d) și Al cincilea element. James era cunoscut pentru rolurile în care interpreta antagoniști, fiind prezent în distribuția a numeroase filme horror sau de acțiune cu buget redus și seriale pe parcursul anilor 1980 și 1990. Acesta a apărut în peste 100 de filme înainte să moară la vârsta de 54 de ani în urma unui infarct miocardic.

## Biografie
James s-a născut în Redlands, California⁠(d). Și-a petrecut primii ani din viață în Beaumont, California⁠(d), unde părinții săi dețineau un cinematograf. James declara că: „Povestea vieții mele este ca în Cinema Paradiso. În fiecare noapte de când aveam 2 ani. . . am difuzat filme".  După ce a absolvit liceul în 1964, James a studiat teatru la Universitatea de Stat din San Diego⁠(d). Odată ajuns în New York, James a început să obțină mici roluri pe scenă.

### Cariera
În 1975, James a obținut un rol minor în filmul de televiziune The Kansas City Massacre, având rolul lui Homer Van Meter⁠(d), membru al bandei conduse deJohn Dillinger. Au urmat alte roluri mai importante în Nickelodeon⁠(d) și Harry și Walter la New York⁠(d). Acesta a apărut în miniseria Rădăcini⁠(d) și alte seriale populare pe parcursul anilor 1970: Gunsmoke⁠(d), Incredibilul Hulk⁠(d), Mork & Mindy, Chico and the Man⁠(d) și CHiPs⁠(d).
Cariera sa a progresat remarcabil la începutul anilor 1980, acesta obținând roluri în Jocul cu moartea și 48 de ore (ambele regizate de Walter Hill ), dar rolul lui Leon Kowalski⁠(d) din celebrul film Vânătorul de recompense (1982) l-a transformat într-o celebritate. Acesta a mai apărut în Inamicul meu, Rivalii⁠(d), În casa vulturilor⁠(d), Silverado, Înarmați și periculoși⁠(d), Febra roșie, Dimineți de oțel⁠(d), Scorpionul roșu: Riposta⁠(d), Tango & Cash și Showdown⁠(d). De asemenea, acesta a fost invitat în emisiunile Benson⁠(d), Quincy, M.E.⁠(d), Echipa de șoc, Casa din prerie⁠(d), Cursa din Hazzard⁠(d), Matlock⁠(d), Miami Vice, Hunter⁠(d), Sledge Hammer!⁠(d) și Dinastia. În anii 1990, a apărut în serialul Nemuritorul și a obținut rolul șerifului Bowman în episodul „Luminary” din sezonul 2 al serialului Millennium. A realizat dublajul personajului Parasite⁠(d) în serialul animat Superman: The Animated Series⁠(d). În 1982, a apărut în filmul Hear no Evil⁠(d) în rolul Billy Boy Burns.
James a apărut în filmul horror din 1989 The Horror Show⁠(d) (alias House III), obținând rolul criminalului în serie „Meat Cleaver Max” Jenke. În 1994, a interpretat un sponsor morocănos în filmul Crime pe unde Radio. Spre sfârșitul carierei, acesta a apărut în rolul generalului Munro în Al cincilea element (1997). Cu două luni înainte de moartea sa, James a realizat dublajul lui Parasite în jocul video Superman 64⁠(d).
Despre talentul său de a interpreta răufăcători în filme, acesta declara într-un interviu pentru revista Fangoria: „Mă consider un actor de personaj clasic precum Lon Chaney, Wallace Beery, Charles Laughton. Întotdeauna îmi place să interpretez răufăcători. Sunt foarte bun când vine vorba de comportament psihopatic”.

## Moartea
James a murit în 1999 în urma unui infarct miocardic în casa sa din Malibu, California. Cinci lungmetraje în care a apărut au fost lansate postum, ultimul dintre acestea a fost Phoenix Point (2005).
Filmul Regele traieste⁠(d) (2001) este dedicat în memoria sa.

## Filmografie
| An   | Titlu                                     | Rol                              | Note                          |
| ---- | ----------------------------------------- | -------------------------------- | ----------------------------- |
| 1975 | Hard Times                                |                                  | Necreditat                    |
| 1976 | Harry and Walter Go to New York           | "Hayseed"                        |                               |
| 1976 | Treasure of Matecumbe                     | Roustabout                       |                               |
| 1976 | Bound for Glory                           | Pick-Up Truck Driver At Border   |                               |
| 1976 | Nickelodeon                               | Bailiff                          |                               |
| 1978 | Blue Sunshine                             | Tony                             |                               |
| 1978 | Corvette Summer                           | Jeff, Wayne's Carwash Henchman   |                               |
| 1980 | Wholly Moses!                             | Guard At Banquet                 |                               |
| 1980 | The Jazz Singer                           | Man In Bar                       |                               |
| 1981 | The Postman Always Rings Twice            | Crapshooter                      |                               |
| 1981 | Southern Comfort                          | Cajun Trapper                    |                               |
| 1981 | Soggy Bottom, U.S.A.                      | Defalice                         |                               |
| 1982 | Blade Runner                              | Leon Kowalski                    |                               |
| 1982 | 48 Hrs.                                   | Inspector Ben Kehoe              |                               |
| 1982 | The Ballad of Gregorio Cortez             | Captain Rogers                   |                               |
| 1984 | A Breed Apart                             | Peyton                           |                               |
| 1985 | Crimewave                                 | Arthur Coddish                   |                               |
| 1985 | Flesh & Blood                             | Karsthans                        |                               |
| 1985 | Silverado                                 | Hobart                           | Necreditat                    |
| 1985 | Enemy Mine                                | Stubbs                           |                               |
| 1986 | Armed and Dangerous                       | Tony Lazarus                     |                               |
| 1987 | Steel Dawn                                | Tark                             |                               |
| 1987 | Cherry 2000                               | Stacy                            |                               |
| 1988 | Dead Man Walking                          | Decker                           |                               |
| 1988 | D.O.A.                                    | Detective Ulmer                  |                               |
| 1988 | The Wrong Guys                            | Glen Grunski                     |                               |
| 1988 | Red Heat                                  | "Streak"                         |                               |
| 1988 | Nightmare at Noon (aka: Death Street USA) | The Albino                       |                               |
| 1988 | Red Scorpion                              | Sergeant Miroslav Krasnov        |                               |
| 1989 | The Horror Show                           | Max Jenke                        |                               |
| 1989 | Mutator                                   | David Allen                      |                               |
| 1989 | Circles in a Forest                       | Mr. Patterson                    |                               |
| 1989 | Tango & Cash                              | Requin                           |                               |
| 1990 | Enid Is Sleeping                          | Trucker                          |                               |
| 1990 | Street Asylum                             | Reverend Mony                    |                               |
| 1990 | Another 48 Hrs.                           | Inspector Ben Kehoe / The Iceman |                               |
| 1991 | Mom                                       | Nestor Duvalier                  |                               |
| 1991 | Ultimate Desires                          | Wolfgang Friedman                |                               |
| 1992 | The Player                                | Joel Levison                     |                               |
| 1992 | Wishman                                   | Staten Jack Rose                 |                               |
| 1992 | Nemesis                                   | Maritz                           |                               |
| 1992 | Frogtown II                               | Professor Tanzer                 |                               |
| 1993 | Time Runner                               | US Senator John Neila            |                               |
| 1993 | Brainsmasher... A Love Story              | Detective Brown                  | Video                         |
| 1993 | Striking Distance                         | Detective Eddie Eiler            |                               |
| 1993 | Showdown                                  | Vice Principal Kowalski          |                               |
| 1993 | The Dark                                  | Paul Buckner                     |                               |
| 1994 | Cabin Boy                                 | Teddy "Big Teddy"                |                               |
| 1994 | Future Shock                              | Jack Porter                      |                               |
| 1994 | F.T.W.                                    | Sheriff Rudy Morgan              |                               |
| 1994 | Savage Land                               | Cyrus                            |                               |
| 1994 | Art Deco Detective                        | Jim Wexler                       |                               |
| 1994 | Radioland Murders                         | Bernie King                      |                               |
| 1994 | The Soft Kill                             | Ben McCarthy                     |                               |
| 1994 | Hong Kong '97                             | Simon Alexander                  |                               |
| 1995 | Spitfire                                  | Tough Guy                        | Necreditat                    |
| 1995 | The Nature of the Beast                   | Sheriff Gordon                   |                               |
| 1995 | Steel Frontier                            | General Julius "J.W." Quantrell  |                               |
| 1995 | Dominion                                  | Lynwood                          |                               |
| 1995 | Cyberjack (aka: Virtual Assassin)         | Nassim                           |                               |
| 1995 | The Marshal                               | Chief Marshal Ollie Mathers      |                               |
| 1995 | Indecent Behavior III                     | Mr. Cowed                        | Necreditat                    |
| 1996 | The Lazarus Man                           | Tom Halloran                     |                               |
| 1996 | Precious Find                             | Sam Horton                       |                               |
| 1996 | American Strays                           | Oris                             |                               |
| 1996 | Evil Obsession                            | Stavinski                        |                               |
| 1996 | Billy Lone Bear                           | Walsh                            |                               |
| 1997 | The Killing Jar                           | Dr. Vincent Garret               |                               |
| 1997 | Back in Business                          | Emery Ryker                      |                               |
| 1997 | The Fifth Element                         | General Munro                    |                               |
| 1997 | Snide and Prejudice                       | Hermann Goering                  |                               |
| 1997 | The Setting Son                           | Junior                           |                               |
| 1997 | Pterodactyl Woman from Beverly Hills      | Salvador Dalí / Sam              |                               |
| 1997 | The Underground                           | Captain Hilton                   |                               |
| 1997 | Bombshell                                 | Donald                           |                               |
| 1998 | Jekyll Island                             | Lawton Goodyear                  |                               |
| 1998 | Deadly Ransom                             | Bobby Rico                       |                               |
| 1998 | In God's Hands                            | Captain                          |                               |
| 1998 | Border to Border                          | Card Shark                       |                               |
| 1998 | Heist                                     | "Caz"                            |                               |
| 1998 | Brown's Requiem                           | Cathcart                         |                               |
| 1998 | Kai Rabe gegen die Vatikankiller          | Mönch                            |                               |
| 1998 | Joseph's Gift                             | Frank Childress                  |                               |
| 1998 | Black Sea 213                             | Captain Killick                  |                               |
| 1998 | A Place Called Truth                      | Hank                             |                               |
| 1999 | Malevolence                               | Warden Walker                    |                               |
| 1999 | Foolish                                   | Ruben Reyes, Talent Scout        | Necreditat                    |
| 1999 | Diplomatic Siege                          | General Stubbs                   | Lansate postum                |
| 1999 | Dirt Merchant                             | Detective Harry Ball             | Lansate postum                |
| 2000 | Farewell, My Love                         | Renault                          | Lansate postum                |
| 2000 | The Operator                              | Vernon Woods                     | Lansate postum                |
| 2000 | The King Is Alive                         | Ashley                           | Lansate postum                |
| 2000 | The Thief & the Stripper                  | "Shoe"                           | Lansate postum                |
| 2005 | Phoenix Point                             | "Spider" Rico                    | Lansat postum Ultimul său rol |